# Pomaulax gibberosus
Pomaulax gibberosus là một loài ốc biển lớn, là động vật thân mềm chân bụng sống ở biển thuộc họ Turbinidae, họ ốc xà cừ.

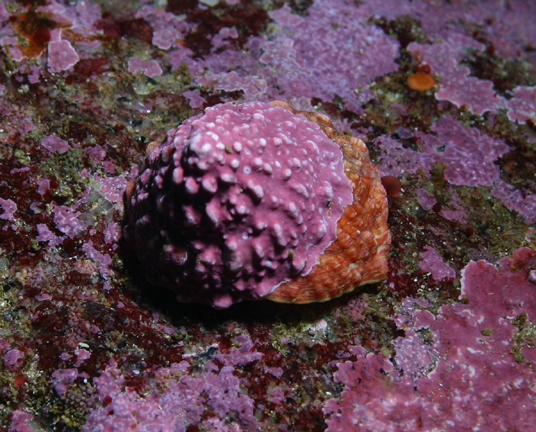
Lithopoma gibberosa, the shell encrusted with the red coralline alga Lithoamnion

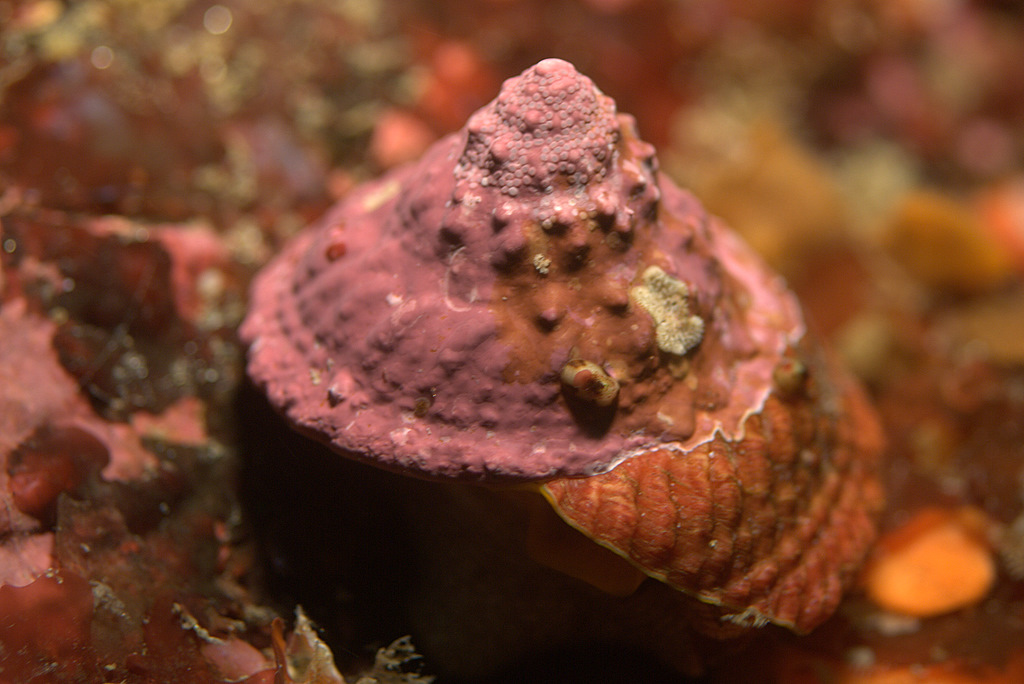
Lithopoma gibberosa

## Hình ảnh

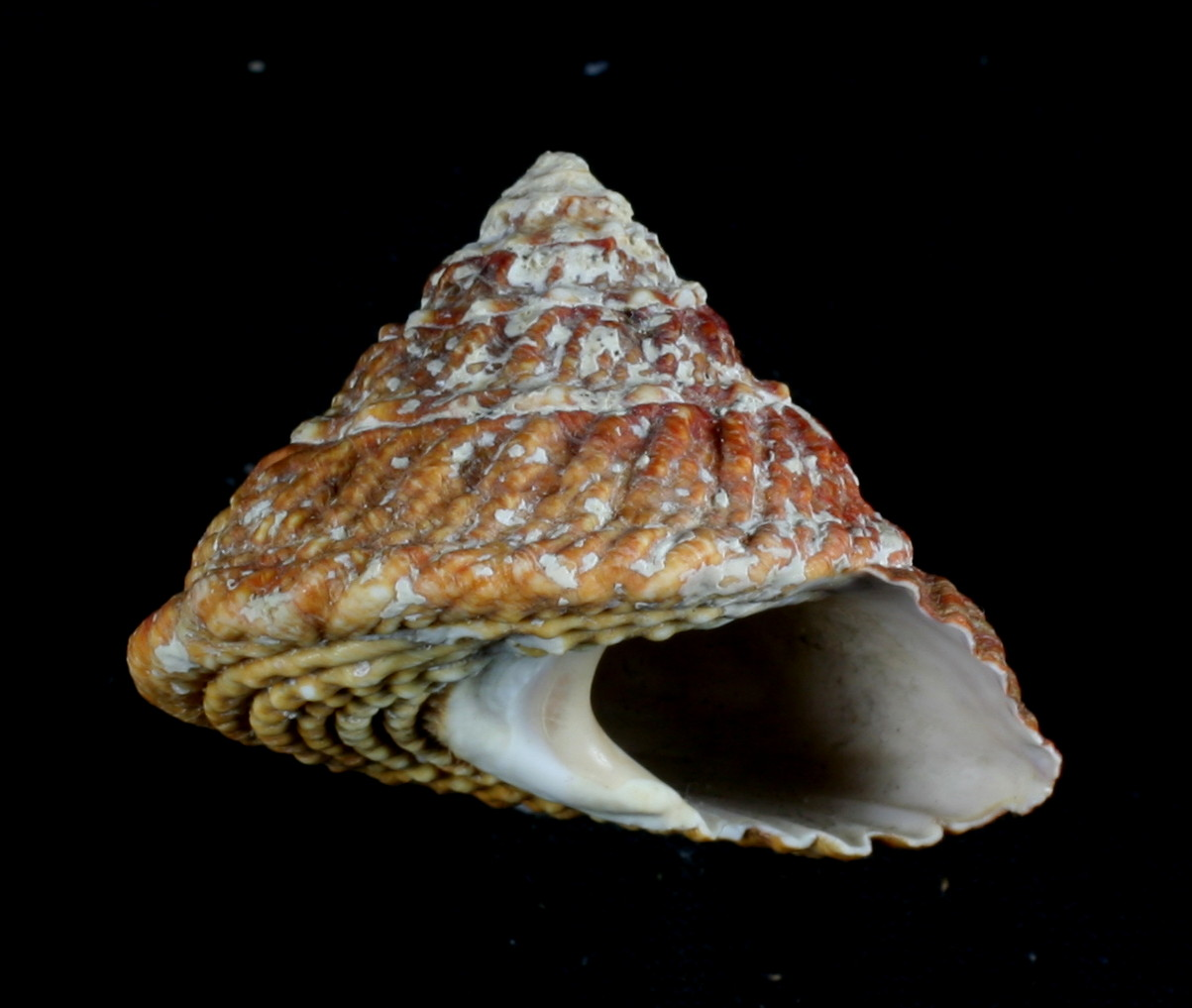